# Гривко Сергій Дмитрович
Сергій Дмитрович Гривко (нар. 12 грудня 1985, Чернігів, УРСР) — український громадський діяч, політик. Народний депутат України 9-го скликання від партії Слуга народу.

## Життєпис
Закінчив Чернігівський інститут економіки і управління (спеціальність «Менеджер-економіст»). Засновник ГО “Український центр протидії злочинності та корупції“ та ГО “Добровольці”. Президент ГО “Чернігівська обласна федерація волейболу”. Був членом молодіжної ради при Чернігівській міській раді. Член Громадської ради при Чернігівській ОДА.
Працював менеджером зі збуту ТОВ «ЧернігівГазСпецСервіс», був молодшим науковим співробітником у Чернігівському державному інституті економіки і управління.

## Політична діяльність
2015 — кандидат у депутати Чернігівської міськради від  партії «Наш край».
Кандидат у народні депутати від партії «Слуга народу» на парламентських виборах 2019 року, № 114 у списку. На час виборів: тимчасово не працює, член партії «Слуга народу». Проживає в Чернігові.
Член Комітету з питань соціальної політики та захисту прав ветеранів, голова підкомітету з питань соціального захисту і реабілітації осіб з інвалідністю та регулювання діяльності їх підприємств і громадських об'єднань.
21 травня 2024 року у Гривко запропонував ввести додаткові стимули для поліпшення демографічної ситуації, законопроєкт № 11264 з'явився на сайті Ради, але наступного дня був відкликаний.

## Законотворча діяльність
Законопроєкт Гривко № 10057 пропонував ув'язненим скоротити термін за допомогою роботи на «велогенараційних установках», які розмістять на території в'язниць: